# Schinousa

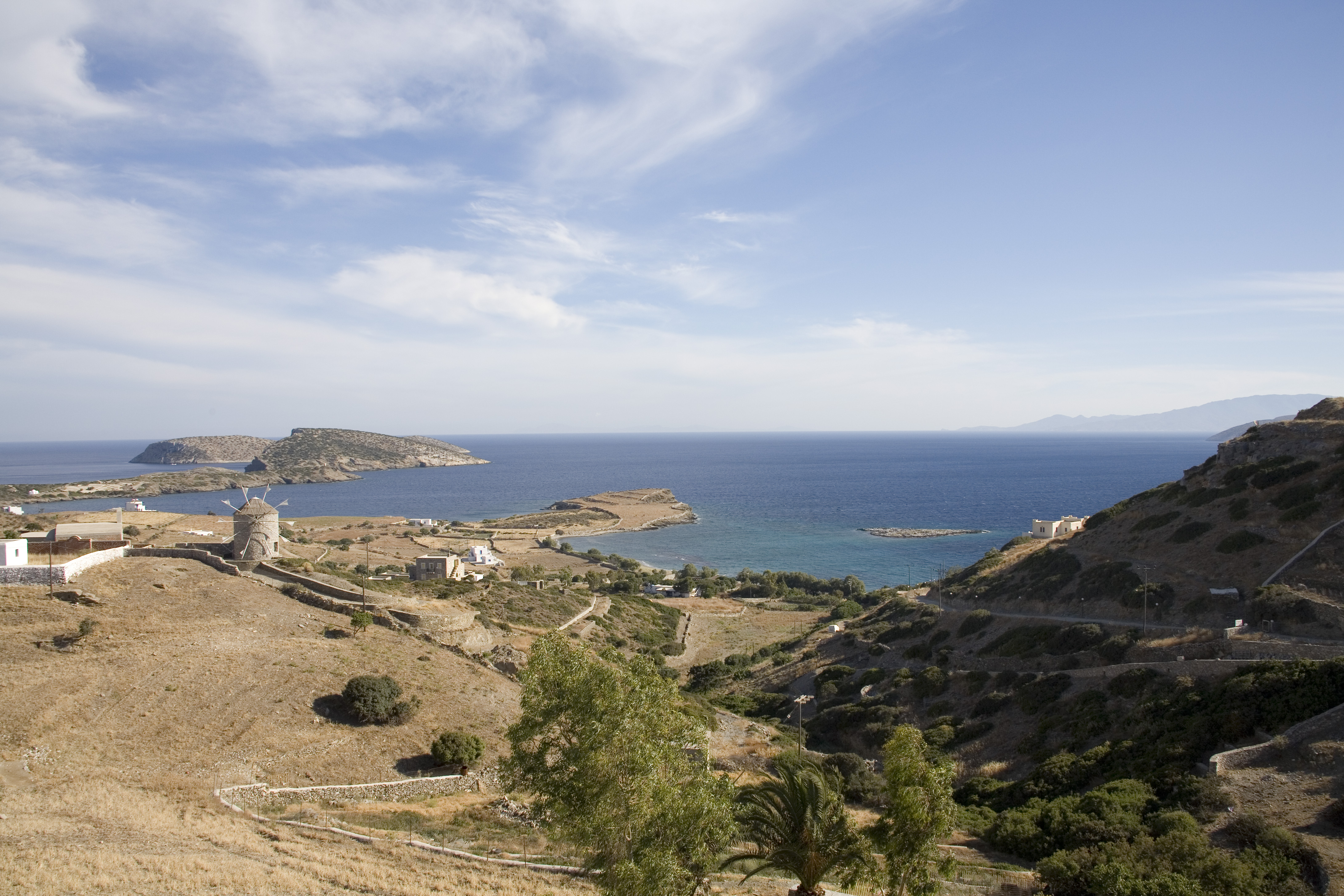
Uitzicht op de haven van Schinousa

Schinousa (Grieks: Σχοινούσσα) is een klein Grieks eiland en gemeente die bij de eilandengroep de Cycladen hoort. Het 120 inwoners tellende eiland behoort tot de kleinste van de Kleine Cycladen. Het vormt een gemeente met enkele andere kleine onbewoonde eilanden. Schinousa is met 8,5 km² grootte ongeveer 4 km lang en 5,5 km breed.
De hoofdplaats van het eiland is Panayia. Een andere plaats op het eiland is het noordelijk gelegen Mesaria. De bevolking leeft er voornamelijk van de landbouw. Door de rust op het eiland komt er vooral een bepaalde doelgroep van toeristen naar het eiland. Schinousa is alleen bereikbaar met een veerboot. Het eiland heeft ongeveer 15 stranden.
Vroeger heeft er op het eiland een vesting gestaan, hiervan zijn nu alleen nog de ruïnes te bezichtigen.